# Ischnispa nigra
Ischnispa nigra es una especie de insecto coleóptero de la familia Chrysomelidae.
Fue descrita científicamente en 1963 por Gressitt.